# Кубок Боснії і Герцеговини з футболу 2008—2009
Кубок Боснії і Герцеговини з футболу 2008–2009 — 15-й розіграш кубкового футбольного турніру в Боснії і Герцеговині. Володарем кубку вперше стала Славія.

## Календар
| Раунд       | Дата                           | Матчі | Клуби   |
| ----------- | ------------------------------ | ----- | ------- |
| 1/16 фіналу | 23-24 вересня 2008             | 16    | 32 → 16 |
| 1/8 фіналу  | 1/8 жовтня 2008                | 16    | 16 → 8  |
| 1/4 фіналу  | 28-29 жовтня/12 листопада 2008 | 8     | 8 → 4   |
| 1/2 фіналу  | 25 березня/15 квітня 2009      | 4     | 4 → 2   |
| Фінал       | 13/28 травня 2009              | 2     | 2 → 1   |

## 1/16 фіналу
| Команда 1             | Рахунок        | Команда 2            |
| --------------------- | -------------- | -------------------- |
| 23 вересня 2008       |                |                      |
| Радник (Бієліна) (2)  | 2:0            | Хайдук (Ораш'є) (3)  |
| Томислав (3)          | 1:1 (пен. 6:7) | Дрина (Зворник) (2)  |
| 24 вересня 2008       |                |                      |
| Челік                 | 2:2 (пен. 6:7) | Славія               |
| Модрича               | 4:1            | Посуш'є              |
| Слобода (Тузла)       | 0:0 (пен. 4:1) | Сараєво              |
| Борац                 | 1:2            | Ораш'є               |
| Звєзда                | 1:0            | Желєзнічар           |
| Вележ                 | 2:1            | Лакташі              |
| Зриньські             | 3:2            | Козара (2)           |
| Леотар                | 1:1 (пен. 3:5) | Раднік (Ліпниця) (3) |
| Травнік               | 1:1 (пен. 6:5) | Бранітель (3)        |
| Широкі Брієг          | 9:0            | Оджак 102 (3)        |
| Олімпік (Сараєво) (2) | 1:0            | Іскра (Бугойно) (2)  |
| Младост (Гацко) (2)   | 0:0 (пен. 2:4) | ГОШК (2)             |
| Фамос (2)             | 2:0            | Кіселяк (3)          |
| Сутьєска (Фоча) (2)   | 2:0            | Младост (Добой) (4)  |

## 1/8 фіналу
| Команда 1            | Заг.    | Команда 2             | 1-й матч | 2-й матч |
| -------------------- | ------- | --------------------- | -------- | -------- |
| 1/8 жовтня 2008      |         |                       |          |          |
| Дрина (Зворник) (2)  | 0:1     | Радник (Бієліна) (2)  | 0:1      | 0:0      |
| Звєзда               | 4:4 (ч) | Вележ                 | 4:1      | 0:3      |
| Слобода (Тузла)      | 5:2     | Фамос (2)             | 3:1      | 2:1      |
| ГОШК (2)             | 2:3     | Олімпік (Сараєво) (2) | 2:1      | 0:2      |
| Травнік              | 1:4     | Славія                | 0:1      | 1:3      |
| Раднік (Ліпниця) (3) | 4:6     | Ораш'є                | 4:4      | 0:2      |
| Широкі Брієг         | 3:2     | Модрича               | 3:0      | 0:2      |
| Сутьєска (Фоча) (2)  | 1:3     | Зриньські             | 0:1      | 1:2      |

## 1/4 фіналу
| Команда 1                   | Заг. | Команда 2             | 1-й матч | 2-й матч |
| --------------------------- | ---- | --------------------- | -------- | -------- |
| 28 жовтня/12 листопада 2008 |      |                       |          |          |
| Радник (Бієліна) (2)        | 1:3  | Зриньські             | 1:1      | 0:2      |
| 29 жовтня/12 листопада 2008 |      |                       |          |          |
| Славія                      | 4:2  | Олімпік (Сараєво) (2) | 1:1      | 3:1      |
| Вележ                       | 3:4  | Широкі Брієг          | 1:4      | 2:0      |
| Слобода (Тузла)             | 2:0  | Ораш'є                | 2:0      | 0:0      |

## 1/2 фіналу
| Команда 1                 | Заг.    | Команда 2       | 1-й матч | 2-й матч |
| ------------------------- | ------- | --------------- | -------- | -------- |
| 25 березня/15 квітня 2009 |         |                 |          |          |
| Зриньські                 | 4:4 (ч) | Славія          | 4:2      | 0:2      |
| Широкі Брієг              | 2:2 (ч) | Слобода (Тузла) | 2:1      | 0:1      |

## Фінал
| Команда 1         | Заг.           | Команда 2 | 1-й матч | 2-й матч |
| ----------------- | -------------- | --------- | -------- | -------- |
| 13/28 травня 2009 |                |           |          |          |
| Слобода (Тузла)   | 2:2 (пен. 3:4) | Славія    | 2:0      | 0:2      |

### Перший матч
| 13 травня 2009 17:00 (UTC+2) |

| Слобода (Тузла)             | 2:0      | Славія |
| --------------------------- | -------- | ------ |
| Мікеліні 50' Проданович 79' | Протокол |        |

| Тушань, Тузла Глядачів: 5 000 Арбітр: Ново Панич |

### Повторний матч
| 28 травня 2009 14:00 (UTC+2) |

| Славія                     | 2:0 дч   | Слобода (Тузла) |
| -------------------------- | -------- | --------------- |
| Тодорович 72' Спалевич 87' | Протокол |                 |

| Міський стадіон, Східне Сараєво Глядачів: 3 000 Арбітр: Русмір Мркович |

|                                                       |     | Пенальті                                                |  |
| Спалевич · Зимоніч · Куталія · Станкович · Арсенієвич | 4:3 | Оканович · Золетич · Тосунович · Кудузович · Проданович |  |